# 弗瑟福爾斯 (加利福尼亞州)
弗瑟福爾斯（英語：Feather Falls）是位於美國加利福尼亞州比尤特縣的一個非建制地區。該地的面積和人口皆未知。

## 地理
弗瑟福爾斯的座標為39°35′36″N 121°15′23″W / 39.59333°N 121.25639°W，而該地的平均海拔高度為909米（即2982英尺）。